# Gesneria acaulis
Gesneria acaulis är en tvåhjärtbladig växtart som beskrevs av Carl von Linné. Gesneria acaulis ingår i släktet Gesneria och familjen Gesneriaceae.

## Underarter
Arten delas in i följande underarter:
- G. a. acaulis
- G. a. glabrata